# Phelsuma seippi
Phelsuma seippi este o specie de șopârle din genul Phelsuma, familia Gekkonidae, descrisă de Meier 1987. A fost clasificată de IUCN ca specie în pericol. Conform Catalogue of Life specia Phelsuma seippi nu are subspecii cunoscute.